# Globularia repens
Globularia repens (soms wel kruipende kogelbloem genoemd) is een kruidachtige plant die voorkomt op kalkrotsen in Zuid-Europese hooggebergtes. 

## Naamgeving en etymologie
De botanische naam Globularia is afkomstig van het Latijnse globularis (bolvormig), naar de vorm van de bloemen. De soortaanduiding repens is afkomstig van het Latijnse repens (kruipend).

## Kenmerken
G. repens is een kleine, kruipende plant, die uitgebreide en dichte zoden vormt. De bloemstengels zijn tot 6 cm lang en ontspringen uit een dikke, houtige wortel. De tot 1 cm lange blaadjes vormen een dicht bladrozet en zijn lijn- tot spatelvormig, diep geplooid, gaafrandig, eennervig, met een stompe top. 
De bloeiwijze is een eindstandig bloemhoofdje, tot 15 mm breed, waarbij elk bloempje voorzien is van een blauw, lijnlancetvormig schutblaadje, een buisvormige kelk bezet met witte haren en voorzien van een getande opening, en een eveneens buisvormige kroon, tot 7 mm lang, bestaande uit vijf tot een buis gefuseerde kroonbladen, die twee bloemlippen vormen, de bovenste tweelobbig, de onderste korter en drielobbig.
De bloem draagt vier meeldraden en een stamper met een eenhokkig, bovenstaand vruchtbeginsel. De vrucht is een tot 2 mm lang nootje.
G. repens bloeit van mei tot augustus.

## Habitat en verspreiding
G. repens komt praktisch alleen maar voor op en tussen kalkrotsen, op puinhellingen en kalkgraslanden, op hoogtes tussen 700 en 2.500 m hoogte.
De plant komt voor in het hooggebergte van de Alpen, Pyreneeën en het Cantabrisch Gebergte in het noorden van Spanje.